# Kaonik (Kruševac)
Kaonik (em cirílico: Каоник) é uma vila da Sérvia localizada na cidade de Kruševac, pertencente ao distrito de Rasina, na região de Rasina. A sua população era de 1264 habitantes segundo o censo de 2011.

## Demografia
| 1948 | 1953 | 1961 | 1971 | 1981 | 1991 | 2002 | 2011 |
| ---- | ---- | ---- | ---- | ---- | ---- | ---- | ---- |
| 2011 | 2073 | 2031 | 1944 | 1842 | 1652 | 1460 | 1264 |